# بولين كيس
بولين كيس (5 يناير 1918 ستيلينبوش - 28 يناير 1999 موسيل باي) كانت رسامة نباتية وعالمة نباتات من جنوب أفريقيا اشتهرت بكتاب "النباتات المزهرة في الرأس الجنوبي" (Still Bay Trust ، 1986) ، و " المزيد من النباتات المزهرة في الرأس الجنوبي "(1995)، وقد نشرتهما باسم "بولين بوهنين". والدها الأستاذ. تشارلز فريدريك كيس (20 أكتوبر 1885 هاريسميث ) ووالدتها هيرمين كريج (24 مارس 1887 ستيلينبوش).  بلغ عدد العينات التي جمعتها حوالي 1000، وكانت بشكل أساسي من مناطق جنوب غرب كيب وفوريسميث وبريتوريا. 
تلقت تعليمها في كلية هوغوينوت في ويلينغتون (جنوب أفريقيا) في الفترة 1935-39، وحصلت على درجة الماجستير. ثم عملت لمدة عام (1940) في حديقة كيرستينبوش النباتية الوطنية، ثم في المعشبة الوطنية في بريتوريا خلال الفترة من 1941 إلى 1943، وبعد ذلك عملت في التمريض في 1943-1945. عادت للانضمام إلى فريق العمل في المعشبة الوطنية في 1946-50، وخلال تلك الفترة (1948-50) شغلت منصب ضابط الاتصال في حدائق النباتات الملكية (كيو).
في 17 ديسمبر 1949، في لندن ، تزوجت من زميلها الجنوب أفريقي هندريك توماس بونين (21 أبريل 1917 - 9 نوفمبر 2018) ، واستقالت من منصبها في كيو بعد ستة أشهر وعادت إلى بريتوريا بعد ولادة ابنتها في عام 1952. انتقلت إلى ستيلباي في عام 1977 ، وبعد ذلك إلى ريفرزديل. 
أُعلن عن إنشاءمحمية بولين بوهنين الطبيعية في ستيلباي في عام 1982.  
كان والدها، تشارلز فريدريك كيس، شخصية كنسية مشهورة، شغل منصب أستاذ اللاهوت في كلية هوغوينوت في ويلينغتون، بعد أن كان مبشّراً في روديسيا الشمالية السابقة. كان أيضًا عضوًا في اللجنة المكلفة بترجمة الكتاب المقدس إلى اللغة الأفريكانية (1920-1932)، وكتب أوراقًا بحثية مختلفة عن اللاهوت والكتب للأطفال.

## العائلة
أنجبت بولين ابنين، هيرمان بوهنين (17 مارس 1952 لندن)، وهندريك توماس بوهنين (23 ديسمبر 1956 بريتوريا).
لها 6 شقيقات (لويزا، يوهانا، كريستينا، كارولينا، سوزانا، آنّا)، وشقيقان (كارل وجاكوب).ا